# フローレンス・プライス
フローレンス・プライス（英語: Florence Price、1887年4月9日 - 1953年6月3日）は、アメリカ合衆国の作曲家。アメリカ初の黒人女性の作曲家。旧姓はスミス（Smith）。

## 経歴
1887年、アーカンソー州生まれ。ソプラノ歌手でピアニストの母親から音楽教育を受け、14歳の時にニューイングランド音楽院に入学した（出自はメキシコ系と偽っていた）。ニューイングランド音楽院では作曲と対位法をジョージ・ホワイトフィールド・チャドウィックとフレデリック・コンヴァースに師事し、最初の弦楽三重奏曲と交響曲を完成させ、1907年に卒業した。
1907年から1927年にかけてアーカンソー州で教職につき、1912年には弁護士のトーマス・J・プライスと結婚した。しかし1927年、リトルロックでリンチ事件が続発したため、一家はシカゴに移住した。シカゴで作曲・管弦楽法・オルガンをアーサー・オラフ・アンダーソン、カール・ブッシュ、ウェズレー・ラ＝ヴァイオレット、レオ・サワビーらに学び、1928年に4つのピアノ小品を出版した。さらにシカゴ音楽大学、シカゴ教育大学、シカゴ大学、アメリカ音楽院などで聴講し、音楽、語学、リベラル・アーツを学んだ。
1931年に経済的苦境と虐待が原因でプライスと離婚し、2人の娘を単身で育てることとなったため、別名で無声映画伴奏のためにオルガンを弾く一方、ラジオ広告用の音楽を手掛けた。同居していた友人の縁でラングストン・ヒューズとマリアン・アンダーソンと親交を結んだことが、彼女のキャリアに貢献することとなる。
1932年、ワナメイカー財団賞に応募した交響曲第1番ホ短調が1等賞を、ピアノソナタが2等賞を獲得し、交響曲第1番は翌年にシカゴ交響楽団で初演された。その後、4つの交響曲（第2番は紛失、第3番、第4番）、『アメリカにおけるエチオピアの陰』などの管弦楽曲、3つのピアノ協奏曲、ヴァイオリン協奏曲、室内楽曲、オルガン曲、ピアノ曲、歌曲などを作曲し、黒人霊歌の編曲も手がけた。その作品は南部の伝統が顕著にうかがえる。1953年にシカゴで脳卒中のため死去した。
プライスの作品の多くは長く行方不明となっていたが、2009年に彼女の旧別荘でその大部分が発見されたことで演奏・録音されるようになった。

## 文献
- Ammer, Christine. Unsung: A History of Women in American Music. Portland Oregon, Amadeus Press, 2001
- Brown, Rae Linda. “Price, Florence Smith” <http://www.grovemusic.com>
- Perkins, Holly Ellistine. Biographies of Black Composers and Songwriters; A Supplementary Textbook. Iowa:Wm. C. Brown Publishers, 1990.